# Avon Championships of Chicago 1979
L'Avon Championships of Chicago 1979 è stato un torneo di tennis giocato sul sintetico indoor. È stata l'8ª edizione del torneo, che fa parte del WTA Tour 1979. Si è giocato all'UIC Pavilion di Chicago, Illinois negli USA dal 29 gennaio al 4 febbraio 1979.

## Campionesse

### Singolare
Martina Navrátilová ha battuto in finale  Tracy Austin con il punteggio di 6–3, 6–4

### Doppio
Rosemary Casals /  Betty Ann Grubb Stuart hanno battuto in finale  Ilana Kloss /  Greer Stevens con il punteggio di 3–6, 7–5, 7–5